# 迅速導入
迅速導入（じんそくどうにゅう、Rapid Sequence Induction: RSI）は、誤嚥リスクの高い患者に気管挿管を行うための通常と異なる全身麻酔の導入方法である。他にクラッシュ導入または迅速気管挿管（rapid sequence intubation）とも呼ばれる。一般的な麻酔導入方法である急速導入（Rapid induction）と異なり、マスク換気を行わない。

## 概要
手技中に低酸素血症に陥るリスクを最小限にするために、あらかじめ患者に高濃度酸素を吸入させた後、短時間作用性の麻酔薬と筋弛緩薬を用い、輪状軟骨を圧迫して誤嚥を予防しつつ、気管挿管を行う。しかし、この間、患者の気道は本質的には保護されていない。
全身麻酔薬投与後は、気管挿管が可能となる、十分な麻酔深度が得られるまでの数分間、その呼吸抑制作用によって、いわば人為的な無呼吸となる。この間、通常は、呼吸回路と接続した麻酔マスクを患者に密着させて麻酔器のリザーバーバッグによる用手換気を行い、無呼吸による低酸素血症の進行を阻止するが、胃内容が充満している患者では、誤嚥のリスクが高い。
迅速導入と通常の気管挿管との重要な違いの1つは、麻酔薬投与による呼吸停止の後、気管に挿管して気管チューブのカフを膨らませるまで、用手換気(誤嚥を誘発し得る)を行わないことである。迅速導入は開発当初はバルビツール酸のチオペンタールと脱分極性筋弛緩薬のスキサメトニウムが用いられたが、現在は投与薬剤にも手技にも様々なバリエーションがある。輪状軟骨圧迫に関しても賛否両論がある。

## 歴史
1970年にWilliam SteptとPeter Safarによって最初に記述された「古典的」または「伝統的な」迅速導入では、以下の手順で行われる。
1. 患者の肺に高濃度の酸素ガスを事前に充満させる。
2. 輪状軟骨圧迫により食道を閉塞する。
3. 即効性鎮静薬および神経筋遮断薬（伝統的にはチオペンタールおよびサクシニルコリン）を事前に決められた用量で投与し、即座に意識消失と筋弛緩を引き起こす。
4. 患者の呼吸が止まった後、マスクによる人工的な陽圧換気を避ける（逆流を引き起こす可能性のある胃への空気の吹き込みを最小限に抑えるため）。
5. 最小限の遅延でカフ付き気管チューブを挿管する。
6. カフを膨らませた後、輪状軟骨圧迫を解除し、チューブを通して換気を開始する。

「迅速導入変法」という用語の正確な定義についてはコンセンサスがないが、通常、理論的には逆流のリスクを高めるという犠牲を払って、手技中の患者の生理的安定性を改善するため古典的な手順から逸脱したさまざまな変更を指すために使用される。このような変更の例には、さまざまな代替薬の使用、輪状軟骨圧迫の省略、またはチューブが固定される前の用手換気が含まれる。

上気道の解剖学。輪状軟骨（Crycoid Cartilage）を圧迫して気管越しに食道を圧迫することにより、誤嚥を防止するのが輪状軟骨圧迫である。

## 適応
この手技は、絶食時間が不十分で誤嚥の危険性が高い状況で全身麻酔を導入する必要がある場合に使用される。患者が、どれだけ絶食しているかに関係なく、麻酔の導入中に誤嚥の可能性が高くなる状態にある場合（胃食道逆流症または妊娠後期など）、または既に患者の生理的な気道保護が損なわれている場合（外傷性脳損傷の後など）も適応となる。
迅速導入は主に、誤嚥のリスクが高い患者に挿管するために行われる。これは主に、外傷の状況でよく見られる胃内容充満が原因である。バッグバルブマスクの換気は胃の膨張を引き起こし、嘔吐を誘発する可能性があるため、この段階は迅速に行う必要がある。患者に鎮静薬と筋弛緩薬、通常はミダゾラム/サクシニルコリン/プロポフォールを投与し、最小限の用手換気または用手換気なしで迅速な挿管を試みる。患者は、予測可能な挿管困難について評価される。気管チューブ（時により喉頭鏡ブレードも）は、非緊急時に使用されるものよりも小さいものを選択する。

## 禁忌

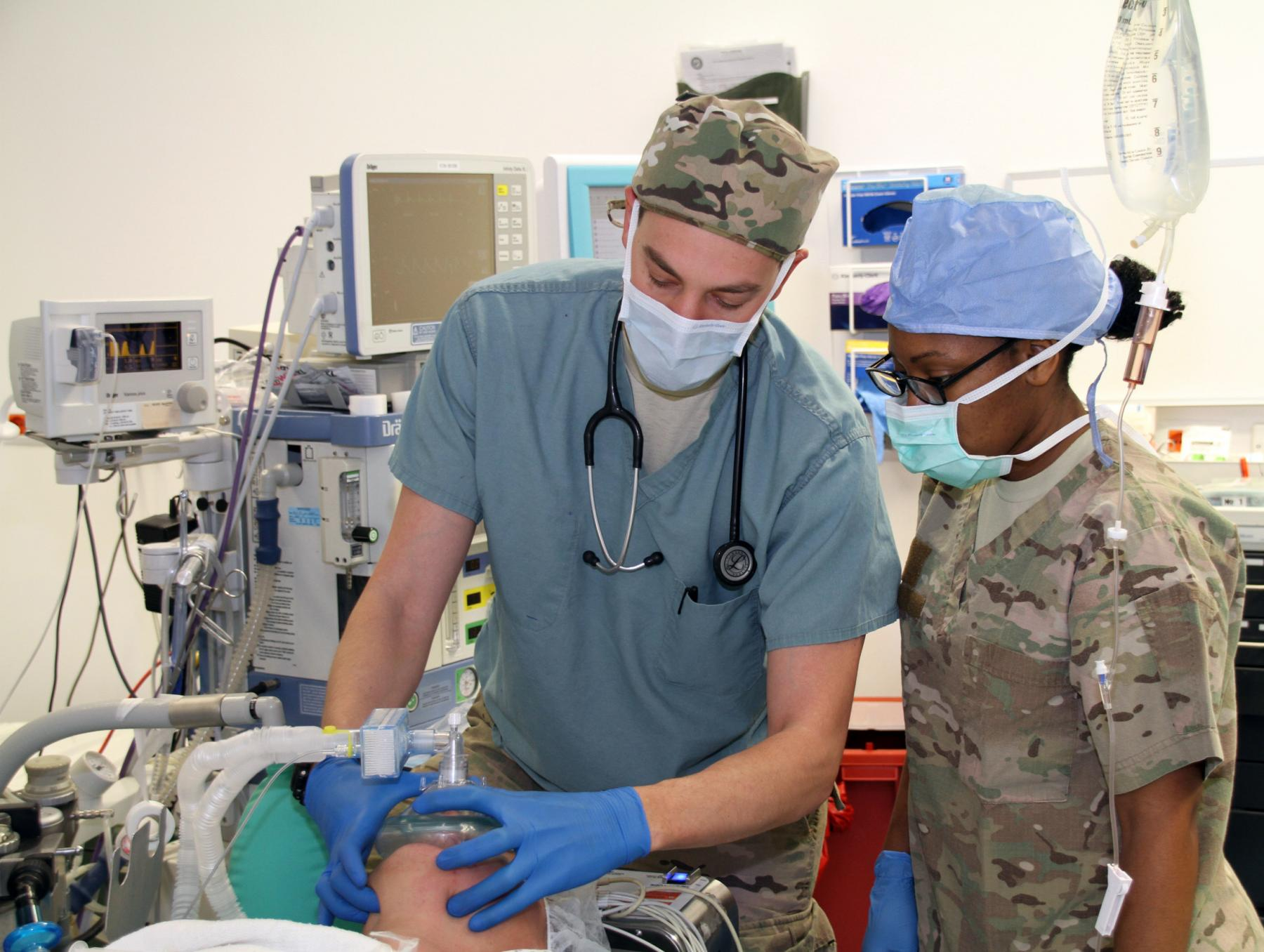
麻酔中の患者の気道確保を行っている麻酔科医（中央の人物）。彼の右手近くにある緑色の袋が用手換気を行うためのリザーバーバッグだが、迅速導入においてはこのバッグで換気は行わない。

迅速導入に対する絶対的な禁忌は比較的少ない。最も重大な禁忌には、上気道の解剖学的構造を著しくゆがめる顔面の外傷または完全な気道閉塞（すなわち、中咽頭がん、血腫など）が含まれる。このような場合、代わりに外科的気道確保が行われる。最初の評価で患者の気道確保が困難であることが判明した場合、迅速導入の試みが失敗すると、嘔吐につながる可能性があるバッグバルブマスク換気以外に選択肢がなくなるため、迅速導入は禁忌である。これらの困難な状況では、意識下ファイバー挿管が通常好まれる。

## リスク/合併症
迅速導入に関連する合併症には幾つか注意すべきものがある。最も懸念される合併症は、筋弛緩状態の患者の気道管理に伴うものである。迅速導入の手順では、マスク換気によって気道の開存性を評価する前に患者を麻痺させることになるので、挿管が困難になる可能性がある。気道確保ができない場合、無呼吸時間が長くなり、酸素が供給されない「挿管不能、換気不能」状態になることがある。この長期間の無呼吸は、脳の損傷、心血管虚脱および死に至る可能性がある。この状況では、スガマデクスなどの筋弛緩拮抗薬で患者を覚醒させる可能性がを考慮し、困難気道アルゴリズムを検討する必要がある。
逆に、迅速導入に伝統的に使用されている導入薬は作用持続時間が短く、数分で効果がなくなる。このため、待機的あるいは準待機的な状況で使用する場合に、この方法にはある程度のフォールトトレランスがある。挿管がうまくいかず、臨床状態が許すなら、この方法を中止することができ、患者は通常の導入方法の場合よりも早く自分で気道を確保する能力を回復することができるはずである。
別の考えられる合併症は、神経筋遮断薬によるアナフィラキシーである。神経筋遮断薬は、ラテックス、ペニシリン、クロルヘキシジンとともに、手術室で最もアナフィラキシーを誘発する物質の1つと考えられている。この場合、麻酔科医はアナフィラキシーとその結果生じる合併症を治療できなければならない。
セリック手技中に輪状軟骨圧迫を適用する過程においては、喉頭の歪み、食道の完全閉塞の失敗、患者が強く嘔吐している場合の潜在的な食道破裂などの合併症を引き起こす可能性がある。

## 手技

### 一般的な薬

#### 前投薬
前投薬は、挿管される人の不安を軽減し、挿管中の患者で予期される生理学的反応を軽減するために使用される。
- ミダゾラム–即効性があり、すべてのベンゾジアゼピンの中で最も親油性が高く、血液脳関門を迅速に通過する。ガンマアミノ酪酸（GABA）アゴニストである[14]。ミダゾラムの通常の投与量は1〜2mg（高齢者はより少ない用量、肥満患者はより高い用量）である。ミダゾラムは肝臓で代謝され、腎臓から排泄される[14]。ミダゾラムはフェンタニルと併用すると呼吸抑制が増強される可能性がある[13]。
- フェンタニル–合成の中枢作用性オピオイドである。痛みや交感神経の刺激を抑える。交感神経の刺激は、心臓病、大動脈解離、大動脈瘤のある人にさらに損傷を与える可能性がある。フェンタニルは、その急速な作用発現、ヒスタミンを放出させないこと、高い親油性、および短い作用持続時間のために理想的である。投与量は1～3μg/kgである。肝臓で代謝される。最も重大な副作用は呼吸抑制である[13]。
- アトロピン–挿管の過程で、迷走神経が強く刺激され、徐脈（低心拍数）が引き起こされる可能性がある。徐脈のリスクが高いのは、新生児と小児である。交感神経の刺激が迷走神経の反応を上回るため、徐脈は成人では起こりにくい。しかし、ベータ遮断薬、カルシウムチャネル遮断薬、ジゴキシンなどの薬を投与された成人は、徐脈を発症するリスクが高くなる。アトロピンはムスカリン受容体拮抗薬であるため、迷走神経反応を遮断する。用量は0.01mg/kg。作用の発現が速く、一般的な副作用は、心拍数の増加、口渇、紅潮、尿閉である[13]。
- リドカイン–頭蓋内圧（ICP）の上昇が疑われる人、またはICPの増加を引き起こすサクシニルコリンを投与される人、または気管支痙攣を有する喘息素因のある人の交感神経反応を軽減するために使用されてきた。しかしながら、ICPの低下に関しては質の高いエビデンスは無い[15]。リドカインの投与は、平均動脈圧（MAP）の低下を引き起こす可能性はある。投与量は1.5mg/kg。この薬は肝臓で代謝される。副作用は、低血圧、不整脈である。リドカインは、アミオダロンやモノアミンオキシダーゼ阻害剤などの他の薬物とさらに相互作用して低血圧を引き起こし、ドロネダロンは不整脈を引き起こす可能性がある[13]。

#### 導入薬
導入薬の投与とそれに続く神経筋遮断薬の投与は、挿管に最適な条件を達成するのに役立つ。
- エトミデート–GABA受容体を刺激するイミダゾール誘導体である。日本では保険承認されていない。投与量は0.2〜0.6mg/kgである（一般的に20～50mg）。低血圧の人は減量が必要な場合がある[16]。エトミデートは心血管系の副作用が最小限であり、（脳血流を減少させることによって）脳内圧を低下させ、ヒスタミンの放出を引き起こさない[16]。作用の発現が速く、作用の持続時間が短く、肝臓で排泄される[17]。ミオクローヌス、注射部位の痛み、術後の吐き気と嘔吐が一般的である[18]。また、コルチゾールとアルドステロンの産生を抑制する可能性がある[13]。
- ケタミン–親油性が高く、血液脳関門を通過する。視床皮質投射（英語版）および大脳辺縁系のN-メチル-D-アスパラギン酸（NMDA）受容体へのグルタミンの結合を阻害し、記憶喪失を引き起こす。同じNMDA受容体の遮断により、ケタミンは鎮痛剤としても有効である。用量は1～2mg/kg、通常は100 mg。ケタミンは肝臓で代謝され、腎臓から排泄される[19]。この薬は、カテコールアミンの再取り込みを減らし、心拍数、血圧、および心拍出量を増加させるため、低血圧の人に適している[20]。ただし、カテコールアミンが枯渇している場合は、心抑制や低血圧を悪化させる可能性がある[20]。頭部外傷のある人にとって、ケタミンは頭蓋内圧を上昇させないように見えるが、平均動脈圧を維持することができる[20]。ケタミンはまた、細気管支平滑筋を弛緩させることにより、気管支痙攣を緩和する。ただし、挿管中に口腔分泌物が増加する。ケタミンは、悪夢、せん妄、幻覚に関連している[13]。

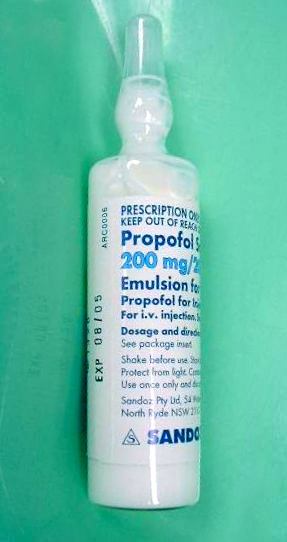
プロポフォールのアンプル

- プロポフォールのアンプルプロポフォール–脂溶性の高いGABA作動薬である[21]。投与量は1.5mg/kg（通常100～200mg）。作用の発現が速く、血液脳関門を通過し、組織に広く分布し、体内から素早く肝臓を経て排出される[21]。高齢者では、プロポフォールのクリアランスは低い。したがって、プロポフォールの低用量（50～100mg）を与える必要がある。腎臓や肝臓に障害のある人に適しており、頭蓋内圧を低下させる。気管支痙攣のある人にとって、プロポフォールには軽度の気管支拡張効果もある[21]。ただし、プロポフォールは、そのカルシウムチャネル遮断およびベータ遮断の特性により、低血圧および徐脈を誘発する可能性がある[21]。プロポフォールの高用量を長期間投与した場合、横紋筋融解症、急性脂肪肝または肝臓肥大、代謝性アシドーシスのいずれかを伴う心停止に至る急性難治性徐脈を特徴とするプロポフォール注入症候群を誘発する可能性がある[22]。太い静脈カニューレを使用することで、プロポフォールの末梢投与時の痛みは軽減することができる[13]。
- ミダゾラム–前投薬とは別に、ミダゾラムは0.2～0.3mg/kgの用量で導入薬として使用できる。単独で使用すると作用発現が遅くなるが、オピオイドと併用することで作用発現を改善することができる。しかし、低血圧患者には、ミダゾラムはさらに血圧を下げる可能性があり、心臓抑制効果がある。そのため、高齢者や心不全、肝不全の患者は減量が必要である[13]。
- メトヘキシタール–これはGABA作動薬である。日本では保険承認されていない。受容体からのGABAの解離を減らすことによって機能する。投与量は1.5 mg/kg。肝臓で代謝される。ただし、メトヘキシタールは、呼吸抑制、静脈拡張、心筋抑制、および低血圧を引き起こす可能性がある。さらに、脳血流の減少とヒスタミン放出も引き起こす可能性がある。動脈系に投与すると、遠位血栓症および組織壊死を引き起こす可能性がある[13]。

#### 筋弛緩薬
筋弛緩薬は、神経筋遮断薬（NMB）としても知られている。NMBは、血液の不十分な酸素化、気道合併症、心血管系の不安定性など、迅速導入の合併症率を減らすことができる。NMBは、脱分極遮断薬と非脱分極遮断薬の2種類に分けることができる。脱分極遮断薬はアセチルコリンに似ており、神経筋接合部（NMJ）の運動終板を活性化する。一方、非脱分極遮断薬は、運動終板を活性化することなくNMJを競合的に遮断する。

##### 脱分極遮断薬
- サクシニルコリン–この薬は、作用が急速で、持続時間が短い。その投与量は1～2mg/kg体重である。一般的な投与量は100mg。薬は室温で14日間しか保管できない。したがって、使用期限を長くするには、3.3 °C (37.9 °F)～8.7 °C (47.7 °F)の温度で保管する必要がある。静脈路が得られない場合は、3～4mg/kgの筋肉内投与を行ってもよい（通常の投与量は300mg）。ただし、作用の持続時間は3～4分に延長する。サクシニルコリンの反復投与は、徐脈につながる迷走神経刺激を防ぐために推奨されない[13]。

##### 非脱分極遮断薬

ロクロニウムのバイアル容器。近年は迅速導入にも多用される。

- ロクロニウムのバイアル容器。近年は迅速導入にも多用される。ロクロニウム–ロクロニウムの投与量は0.6～1.2mg/kgである。ロクロニウムは作用発現にサクシニルコリンよりも時間を要するため、バッグマスク換気が困難な患者は注意が必要である[13]。
- ベクロニウム–この薬の投与量は0.08～0.1mg/kgである。ベクロニウムは、ロクロニウムよりさらに作用発現と効果消失に時間を要するため、サクシニルコリンやロクロニウムなどの薬剤が不足している場合にのみ使用される[13]。

- スガマデクス–ロクロニウムとベクロニウムの筋弛緩作用の回復薬として使用される。筋弛緩薬をカプセル化することで効果を現し、筋弛緩薬が細胞膜上の結合部位に作用するのを防ぐ。16mg/kgは、迅速導入に失敗した場合、ロクロニウム投与直後の拮抗に使用される。2mg/kgと4mg/kgは、患者が筋弛緩モニターで明らかな筋収縮を起こしている場合に使用され、3分以内にロクロニウムの作用を消失させる。米国食品薬品局は当初、アレルギー反応の可能性を懸念してスガマデックスを承認しなかったが、その後2015年12月15日に米国での使用が承認された[23][24]。

- ネオスチグミン–スガマデクスでは拮抗できない非脱分極神経筋遮断薬を拮抗するために使用できるが、その作用発現ははるかに遅くなる。アセチルコリンエステラーゼの結合部位を求めてアセチルコリンと競合することで機能し、アセチルコリンの分解を防ぐ。投与量は0.03～0.07mg/kgである。この薬の副作用は徐脈である。したがって、徐脈を防ぐために、グリコピロレート（日本では未承認なのでアトロピンが使用される）をネオスチグミンと一緒に投与する必要がある[13]。

#### その他の薬
- レミフェンタニル–大規模ランダム化比較試験において、神経筋遮断薬（サクシニルコリン又はロクロニウム）との比較においては、重大な合併症を伴わない初回の気管挿管成功率はレミフェンタニルが575例中374例（66.1%）、神経筋遮断薬群では575例中408例（71.6%）とレミフェンタニル群がやや劣った[25]。近年はロクロニウムとの併用による迅速導入の報告が出始めている[26][27][28][29]。
- チオペンタール - 迅速導入の原法で用いられ、その後も長く用いられてきたが、プロポフォールにほぼ、とって代わられた。
- メタラミノールまたはエフェドリン、鎮静薬に続いて低血圧が発生する可能性がある状況で使用される。
- フェニレフリン–この薬は、リドカイン、ミダゾラム、フェンタニル、プロポフォール、およびケタミンを投与した結果、挿管後に低血圧を生じた人に投与される。投与量は、成人で50～200μgの範囲である。作用発現が早く、消失も早い。一般的な副作用は反射性徐脈である[13]。

### 7つのP
迅速導入の手法を説明するための便利なフレームワークに、「7つのP」があった（後述）。このフレームワークは少なくとも10年前にScottish Intensive Care Society Educationより公開されたもので、2023年現在、原版は削除となっている。このフレームワークの参考文献は2000年以前のものなので、本節の出典で2001年以降のものは追記・更新ということになる。

#### Preparation: 準備
挿管の困難度を予測するために患者を評価する。心電図やパルスオキシメトリーなどの連続的な生理学的モニターを患者に装着する。気管チューブのサイズ、喉頭鏡のサイズ、薬剤の投与量など、挿管に必要な器具や薬剤を計画する。薬剤は注射器に準備される。薬剤を投与するために、通常1～2本の静脈内カニューレを設置し、静脈路を確保する。

#### Preoxygenation: 前酸素化
前酸素化の目的は、機能的残気量の大部分を占める窒素を酸素で置き換えることである。これは、肺に酸素貯蔵を提供し、換気がない場合（麻酔後）に酸素の枯渇を遅らせる。健康な成人の場合、これにより血中酸素飽和度を少なくとも90%、最大8分間維持できる。この時間は、肥満患者、病気の患者、および子供では大幅に短縮される。前酸素化は、通常、しっかりとフィットするフェイスマスクを介して100%の酸素を与えることによって実行される。前酸素化または60秒間で最大8回の深呼吸により血液が酸素化されることは、3分間の通常呼吸と同等とされる。
前酸素化の新しい方法の一つとして、鎮静薬および筋弛緩薬の投与の少なくとも5分前に、鼻カニューレを15L/分で患者に装着する。高流量鼻酸素は、鼻咽頭を酸素でフラッシュし、患者が息を吸うと、より高い割合の酸素を吸入することが示されている。吸入酸素濃度の小さな変化は、肺胞での酸素の利用可能性に劇的な変化をもたらし、これらの増加により、無呼吸が誘発される前に肺の酸素貯蔵が著しく拡大する。迅速導入による無呼吸の後、同じ高流量鼻カニューレが、チューブを固定する作業（経口挿管）の間、酸素飽和度を維持するのに役立つ。酸素化前および無呼吸中の継続的な鼻酸素の使用は、重症例であっても、挿管前および挿管中の低酸素症を防ぐことができる。

#### Pretreatment: 前処置
ここでいう前処置とは、喉頭鏡と気管チューブの挿管による悪影響から患者を保護する目的で、麻酔薬投与の3分前に特定の高リスク患者群への投薬を意味する。挿管は、交感神経活動の増加、頭蓋内圧上昇および気管支痙攣を引き起こし得る。反応性気道疾患、頭蓋内圧亢進、または心血管疾患の患者は、前処置が有効な可能性がある。迅速導入の前処置に使用される3つの一般的な薬には、リドカインとアトロピン、そしてフェンタニルがある。リドカインには咳反射を抑制する作用があり、頭蓋内圧の上昇を緩和する可能性がある。このため、リドカインは、すでに頭蓋内圧の上昇が疑われる外傷患者の前処置として使用されることがある。これを裏付ける決定的なエビデンスはまだないが、適切な用量を使用すれば安全とされる。一般的には挿管3分前に1.5mg/kgを静脈内投与する。アトロピンは、低酸素症、喉頭鏡操作、およびサクシニルコリンによって引き起こされる徐脈を予防するために、小児で前投薬として使用することもある。アトロピンは副交感神経遮断薬である。アトロピンの一般的な前投薬量は、0.01〜0.02mg/kgであるが、ルーチン投与はかつてと異なり推奨されない。フェンタニルは即効性で、1-3µg/kgの前投与により、交感神経刺激による高血圧を強力に抑制できる。虚血性心疾患や脳動脈瘤や大動脈瘤を持つハイリスク患者への投与を考慮すべきである。しかし、交感神経の過緊張でやっとのことで血圧を維持できているような状態、例えば非代償性ショックや血行動態不安定な患者では避けるべきである。

#### Paralysis with Induction: 導入時の麻酔
標準的な静脈内全身麻酔導入では、患者は通常、オピオイド、次に鎮静薬を投与される。一般的な麻酔導入では、患者は、神経筋遮断薬が投与されて挿管される前に、短時間用手換気される。迅速導入の間もオピオイド静脈内投与は行われる。ただし、しかし、導入薬と神経筋遮断薬を連続して投与し、人工呼吸の時間をとらない点が異なる。
一般的に使用される睡眠薬には、チオペンタール、プロポフォール、エトミデートなどがある。神経筋遮断薬は、すべての骨格筋を麻痺させるが、なかでも、中咽頭、喉頭、および横隔膜は特に重要である。フェンタニルなどのオピオイドは、挿管時の反応（心拍数の増加や頭蓋内圧の上昇）を弱めるために投与されることがある。これは、虚血性心疾患の患者や脳損傷（外傷性脳損傷や脳卒中など）の患者に利点があると考えられている。リドカインはまた、喉頭鏡操作中の頭蓋内圧の上昇を抑制するという理論もあるが、これは依然として議論の余地があり、その使用法は大きく異なる。アトロピンは、喉頭鏡操作中の迷走神経刺激による反射性徐脈を防ぐために、特に幼児や小児に使用されることがある。それらの一般的な使用にもかかわらず、そのような補助薬は転帰を改善することは実証されていない。

#### Positioning: ポジショニング
（気管挿管時の）ポジショニングには、口、咽頭、喉頭の軸を揃えることが含まれ、いわゆる「スニッフィング（臭いを嗅ぐ）」ポジションとなる。匂いを嗅ぐ位置は、丸めたタオルを頭と首の下に置き、効果的に頭を伸ばし、首を曲げることで実現できる。耳が胸骨と一直線になったとき、適切な体位であるといえる。
1961年にBrian Arthur Sellickによって記述されたように、誤嚥を防ぐ目的で食道を閉塞するために、輪状軟骨圧迫（別名、Sellick法として知られている）が使用される場合がある。

#### Placement of tube: チューブの留置
この段階では、声門を視覚化するために喉頭鏡操作が行われる。現代の診療では、「ブジー」と呼ばれる細い管を声帯を通過させ、それに沿って気管チューブを通過させる。次に、ブジーを抜き、チューブの端にある一体型のカフを（カフへの細いチューブと注射器を介して）膨らませて、所定の位置にチューブを固定し、胃内容物の誤嚥を防ぐ。
気管内のチューブの位置は、呼気終末二酸化炭素の増加、肺と胃の両方の聴診、胸部の動き、チューブの曇りの観察など、さまざまな方法で確認できる。

#### Post-intubation management: 挿管後の管理
気管チューブの位置ずれ（気管支内、声門の上、または食道内）は、終末呼気二酸化炭素の確認、聴診、気管内チューブの曇り、および両側の胸部上昇の観察によって除外する必要がある。

## 特別な患者集団
病院前救護において、気道困難は、気道確保が成功し、患者が生存するかどうかに大きな影響を与える。迅速導入を実施する臨床医は、気管挿管とバッグバルブマスク換気に熟練している必要がある。従来の技術では気管に挿管できない場合に備えて、代替の気道管理装置をすぐに利用できるようにする必要がある。このようなデバイスには、コンビチューブやラリンジアルマスクなどが含まれる。輪状甲状靭帯切開などの侵襲的方法も、従来の技術で挿管できない場合に利用できるようにしなければならない。

## 論争
迅速導入の発表以来、この手法のほぼすべての側面に関して論争があった。
- 静脈催眠薬の選択、投与量および投与のタイミング
- 神経筋遮断薬の投与量と投与時期
- 気管挿管前の用手換気の回避
- 最適な体位と、頭高位、頭低位、または水平仰臥位のどれが胃内容充満患者の麻酔導入に最も安全かどうか
- セリック法とも呼ばれる輪状軟骨圧迫の適用